# Jarte Jardega
Jarte Jardega est un woreda de l'ouest de l'Éthiopie situé dans la zone Horo Guduru Welega de la région Oromia. Il compte 48 943 habitants en 2007 et son centre administratif est Alibo.

## Origine et nom
Ancienne partie sud du woreda Amuru Jarte, Jarte Jardega s'en détache au début des années 2000 sous le nom de Jarti ou Jardega Jarte. Il est connu ensuite sous le nom de Jarte Jardega.

## Situation
Limitrophe de la région Amhara et limitrophe de la zone Misraq Welega dans la région Oromia, le woreda est bordé dans la zone Horo Guduru Welega par Amuru, Abay Chomen, Horo et Abe Dongoro.
Son centre administratif, Alibo, se trouve une cinquantaine de kilomètres au nord de Shambu.

## Population
Au recensement national de 2007, la population du woreda atteint 48 943 habitants dont 10 % de citadins.
La seule agglomération recensée est Alibo avec 4 757 habitants.
Environ 40 % des habitants sont orthodoxes, 32 % sont protestants, 14 % sont musulmans et 11 % sont de religions traditionnelles africaines.
En 2022, sa population est estimée à 71 642 personnes avec une densité de population de 69 personnes par km2 et 1 038 km2 de superficie.